# Cambron
Cambron  is een gemeente in het departement Somme in de regio Hauts-de-France van Frankrijk. De gemeente maakt deel uit van het arrondissement Abbeville. Toen begin 2015 het kanton Abbeville-Sud werd opgeheven, werd de gemeente opgenomen in het nieuwgevormde kanton Abbeville-2.

## Geografie
De oppervlakte van Cambron bedraagt 12,6 km², telt 710 inwoners (1999) en de bevolkingsdichtheid is 56,3 inwoners per km².
De onderstaande kaart toont de ligging van Cambron met de belangrijkste infrastructuur en aangrenzende gemeenten.

## Demografie
Onderstaande figuur toont het verloop van het inwonertal (bron: INSEE-tellingen).

## Afkomstig uit Cambron
Jacques Masson (ca. 1475-1544), theoloog en inquisiteur.